# Thora Morsterstang
Thora Morsterstang (zm. po 919) – nałożnica króla Norwegii Haralda Pięknowłosego.

## Życiorys
Thora pochodziła z możnego rodu Horda–Kare, pochodzącego z Vestfoldu i była damą dworu na dworze króla Haralda Pięknowłosego. Około 919 została królewską nałożnicą. Urodziła Haraldowi syna Haakona, późniejszego króla Norwegii. Według XIII-wiecznego przekazu Snorrego Sturlusona, narodziny potomka Haralda i Thory miały miejsce tuż po zejściu królewskiej nałożnicy z okrętu, którym przypłynęła na dwór królewski w Hordolandzie. Dalsze losy Thory Morsterstang są nieznane.